# Banner Batterien
Banner Batterien ist ein österreichischer Batterieproduzent. Das Unternehmen produziert und vertreibt Starterbatterien, Industriebatterien und Batteriezubehör.

## Geschichte

### Geschichte bis zum Zweiten Weltkrieg
Banner Batterien wurde 1937 in Rankweil in Vorarlberg von Artur Bawart und Eugen Wehinger gegründet. Artur Bawart wurde 1906 als zweites von zehn Kindern des Sägewerksbesitzers Johann Christoph Bawart und dessen Ehefrau Maria im Sommerfrischeort Weiler in Vorarlberg geboren. Als Artur Bawart acht Jahre alt war, zog die Familie nach Sulz, wo der Vater ein Sägewerk samt Wasserkraft und Stallungen betrieb. Im fortgeschrittenen Alter besuchte Artur Bawart die Handelsschule im Collegium St. Bernardi in der Abtei Mehrerau in Bregenz und begann danach im elterlichen Sägewerk, unter anderem als Säger, zu arbeiten. Noch bevor er 25 Jahre alt war, gründete er 1930 ein eigenes Transportunternehmen, mit dem er unter anderem Holz bis in die Schweiz lieferte. 1934 lernte er in einem Gasthaus Rosa Büchel kennen, heiratete diese ein Jahr später und bekam mit ihr vier Kinder (Norbert, Roland, Marlies und Emilie). Da er Zweifel hatte, mit seinem kleinen Transportunternehmen seine Familie ernähren zu können, wollte er sich ein zweites Standbein aufbauen. Auf einer seiner Fahrten lernte er in St. Gallen einen Mann, der sich mit dem Bau von Batterien beschäftigte, kennen. Da er sich dafür interessierte, begann Bawart in der Folge zu experimentieren und stellte 1937 eine erste funktionsfähige Fahrzeugbatterie her.
Das Unternehmen hat sich von Anfang an auf Bleiakkumulatoren spezialisiert. Das Gewerbe zur Erzeugung von Akkumulatoren wurde am 16. September 1937 angemeldet, nachdem Bawart einen Techniker zur Verwirklichung seines Projektes gefunden hatte. Der Firmenname wurde am Wirtshaustisch beratschlagt: das Ergebnis war Banner, eine Kombination aus Bawart und Wehinger mit einem verbindenden Doppel-N. Am 15. November 1938 wurde die offene Handelsgesellschaft der beiden Gesellschafter in das Register eingetragen. Vertretungsbefugt war nur der Gesellschafter Artur Bawart für sich alleine. Partner Wehinger verließ das Unternehmen aufgrund fehlender Erfolgsaussichten sehr rasch. Anfangs erzeugte Bawart vorwiegend Batterien für Motorräder, woraufhin sich erste Erfolge einstellten. 1939 erwarb er in Rankweil die Schmiede des am 11. Februar 1939 verstorbenen Josef Sinz aus einer Verlassenschaft und richtete dort die Fertigung seiner Batterien ein. Schnell erweiterte er sein Angebot auf Batterien für Fahrzeuge aller Art.

### Expansion und Umsiedelung in der Nachkriegszeit
Während des Zweiten Weltkriegs und der Nachkriegszeit unter französischer Besatzung war das Unternehmen nie gefährdet und konnte so in den Jahren nach dem Krieg verhältnismäßig schnell expandieren. So wurde im Jahre 1947 in Innsbruck die erste Filiale eröffnet und 1948 die ehemalige Schmiede zu einem stattlichen Betrieb ausgebaut. In den späten 1940er und frühen 1950er Jahren nahm Bawart als Fahrer an den ersten vom Verkehrsverein Lech durchgeführten Arlberg-Wertungsfahrten teil. Von 180 Teilnehmen kamen bei der ersten Fahrt im August 1949 nur zehn Personen im Ziel an; Bawart wurde Vierter. Bei der 2. Arlberg-Wertungsfahrt 1950 war Bawart einer von elf Fahrern, die von 97 gestarteten Fahrern strafpunktefrei durchs Ziel kamen. Bawart belegte dabei mit seinem Team den zweiten Platz.
Da der Markt in Vorarlberg zu klein und das Bundesland aufgrund seiner Randlage wenig für Lieferungen in die restlichen Teile Österreichs geeignet war, sah sich Bawart bereits in den frühen 1950er Jahren nach anderen Standorten um. 1951, anderen Quellen zufolge auch erst 1953, siedelte Banner in den österreichischen Zentralraum nach Linz-Kleinmünchen über. In den Medien der damaligen Zeit schien der Standort Rankweil als Hauptbetrieb und der Standort in Linz-Kleinmünchen als Zweigbetrieb auf. Neben einigen langjährigen Mitarbeitern traten auch die beiden Söhne Norbert und Roland den Weg nach Oberösterreich an. Neben der Batterieerzeugung beschäftigte sich das Unternehmen ab 1954 auch mit der Fertigung von Kunststoffteilen, wodurch das heute (Stand: 2023) noch immer bestehende Banner Kunststoffwerk, entstand. Nachdem man in Linz-Kleinmünchen gegen Ende der 1950er Jahre erneut an seine Grenzen gestoßen war, wurde 1959 der bis heute zentrale Standort in der Salzburger Straße in Leonding errichtet. Anderen Quellen zufolge wurde das Grundstück in Leonding erst 1961 erworben und bebaut. In den 1960er Jahren erfolgten ein Neubau der Niederlassung in Innsbruck, sowie weitere Niederlassungen in ganz Österreich, wie etwa in Wien.
Artur Bawart übergab Geschäftsführung und Kapitalanteile 1965 an seine Söhne Norbert und Roland Bawart. 1967 wurden erstmals Batterien ins Ausland exportiert. Diese gingen an einen Handelspartner in der libanesischen Hauptstadt Beirut. Banner produzierte als einer der Ersten Europas trockene und vorgeladene (dry charged) Starterbatterien (1968), woraufhin die erste Auslandsniederlassung in München eingerichtet wurde und eine zweite Auslandsniederlassung in Safenwil in der Schweiz folgte. 1969 verließen die ersten Reifenauswuchtgewichte mit dem Namen Wuchtofit die Fertigung des österreichischen Unternehmens in Leonding.

### Erfolge ab den 1970er Jahren
In der Folgezeit entwickelte das Unternehmen Fertigungstechnologien für verschweißte Polypropylen-Batterien (1976) und führte wartungsfreie Batterien auf Blei-Calcium-Zinn-Basis auf dem Markt ein (1980). Zu dieser Zeit expandierte das Unternehmen bereits in mehr als 20 verschiedene Länder in Europa, Afrika und Asien. Das Unternehmen war bereits in dieser Zeit auf den gängigsten Messen weltweit mit eigenen Ständen vertreten und brachte dem Unternehmen neben der ersten Technohandelsgruppe auch den ersten Automobilhersteller als Abnehmer ins Haus. Im Jahr 1981 erhielt das Unternehmen die Staatliche Auszeichnung und darf seither das Bundeswappen im Geschäftsverkehr verwenden. 1982 gingen die ersten Testbatterien an Volkswagen und ein Jahr später war Banner bereits Erstausrüster im Bereich der Fahrzeugbatterien bei Volkswagen. Der Standort in Leonding wurde laufend erweitert und ausgebaut, sodass in den 1980er Jahren rund 700.000 Batterien jährlich das Werk verließen. 1985 starb Artur Bawart 79-jährig. 1988 folgte die wartungsfreie Banner Uniturbo Starterbatterie, mit der das Problem der Typenvielfalt bei Starterbatterien gelöst wurde. Nur zwei Jahre später folgte mit der Hybridbatterie der nächste große Erfolg des Unternehmens, der die Türen als Anlieferer bei anderen Automobilherstellern öffnete. Mit Herstellern bzw. Marken wie Audi, Mercedes, Chrysler, MAN, Kia und Smart nahm die Erstausrüstung in dieser Zeit weiter Fahrt auf. Nach der Ostöffnung expandierte Banner Batterien nach Tschechien und Ungarn und auch im Osten Deutschlands wurde zwei neue Niederlassungen geschaffen. In Litauen wurde ab 1993 der Partner TOBIS mit Batterien beliefert, wodurch Banner rasch im baltischen Bereich vertreten war.

### Weitere Expansionen ab den 1990er Jahren bis heute
Neben den Vertriebsgesellschaften im Osten kamen auch weitere im Westen, wie etwa in Frankreich, Dänemark und England. Nachdem das Unternehmen 1994 nach ISO 9001 durch den TÜV Produkt Service zertifiziert worden war, übernahm 1996 mit den Cousins Andreas und Thomas Bawart die dritte Generation die Geschäftsführung des Unternehmens. Die beiden setzten in weiterer Folge auf Rotary Expanded Metal als neue Fertigungstechnologie und konnten so im Jahr 1999 die Marke von zwei Millionen produzierten Batterien im Jahr überschreiten. Ab den 2000er Jahren entstanden weitere Vertriebsniederlassungen in Polen, den Niederlanden, Russland, Bulgarien und Rumänien und trugen so zur fortschreitenden Internationalisierung des Unternehmens bei.  Von der Audi AG erhielt das Unternehmen im Jahr 2000 den begehrten Qualitätsaward 1999 verliehen. Ein Joint Venture mit dem US-Hersteller East Penn Manufacturing trug Früchte, als die Banner GmbH im Jahr 2004 mit der Batterie Power Bull 62 Ah den ersten Platz bei einer Überprüfung durch die Stiftung Warentest belegte. 2006 wurde erstmals BMW in München beliefert.
2007 wurden in Linz sieben Millionen Euro für ein Logistikzentrum mit Hochregallager und AGM-Fertigung investiert. In den Jahren 2010 bis 2014 wurden insgesamt rund 40 Millionen Euro in die Erweiterung und Modernisierung des Sozialbereiches und der Produktionsanlagen (speziell für die AGM-Fertigung) investiert. 2010 entstand so die neue Fertigungslinie ConCast. 2012 siegte die Banner Power Bull bei Überprüfungen durch Stiftung Warentest und ADAC im Test von konventionellen Starterbatterien. Die Banner Batterie Power Bull Typ P72 09 wurde mit der Bestnote „sehr gut“ (1,4) und damit zum Testsieger gewählt. Von der Daimler AG wurde die Banner GmbH 2015 als einen seiner Top-Drei-Zulieferer in der Kategorie „Qualität“ mit dem Daimler Supplier Award 2015 ausgezeichnet.
Anlässlich des 80-jährigen Firmenjubiläums 2017 wurde bekannt, dass das Unternehmen in den letzten 80 Jahren rund 80 Millionen Batterien erzeugt hatte. Fünf Jahre zuvor gingen bereits über 90 Prozent der jährlich rund vier Millionen produzierten Batterien in den Export. Zu diesem Zeitpunkt arbeiteten im Werk Leonding und in 27 Vertriebsniederlassungen des Unternehmens rund 760 Mitarbeiter, die einen Umsatz von 237 Millionen Euro erwirtschafteten.
Nachdem im Jahre 2018 neue Technologien im Nutzfahrzeugsegment eingeführt worden waren (EFB und Hochstrom) und es wesentliche Produktsortimentserweiterungen im PKW-Segment gab, wurde 2021 für die Business Unit Energy Solutions in Thalheim bei Wels eine neue Produktionsstätte eröffnet, wofür rund zehn Millionen Euro investiert wurden.
Neben dem Nachrüstgeschäft sind mittlerweile viele namhafte Automobilisten für die Erstausrüstung Banner-Kunden. Neben Porsche werden Audi, BMW, Caterpillar, Dethleffs, Jungheinrich, Kässbohrer, Liebherr, Mercedes, Mitsubishi, Skoda, Volvo und Volkswagen beliefert.

## Standorte
Unternehmenssitz und Hauptproduktionsstandort ist Leonding. Seit Juni 2021 werden in Thalheim bei Wels Industriebatterien produziert. Hier wurden zehn Millionen Euro investiert und 25 Arbeitsplätze geschaffen. Daneben ist Banner Batterien in 14 Ländern (Österreich, Deutschland, Schweiz, Frankreich, Spanien, Tschechien, Ungarn, Dänemark, Großbritannien, Polen, Slowakei, Russland, Rumänien und Bulgarien) mit 27 Niederlassungen vertreten. Auf allen anderen Exportmärkten (in den restlichen Staaten Europas und vielen Staaten Afrikas und Asiens) verkauft Banner seine Produkte über Direktimporteure.

## Logo
Nachdem das Unternehmen in den Anfangsjahre noch weitgehend ohne eigenes Logo aufgetreten war, etablierte sich jedoch bereits in dieser Zeit die bis in die 1970er Jahre die sogenannte Banner-Flagge, die auf sämtlichen Produkten des Unternehmens zu sehen war. Die oftmals mit einem runden weißen Aufkleber mit rotem Rand versehenen Produkte zierten im Zentrum des Aufklebers eine rote Flagge mit der Aufschrift BANNER (zumeist in weißen Buchstaben) und vor allem in der Anfangszeit vor allem auch noch mit dem Zusatz AKKUMULATOR (zumeist in schwarzer Schrift gehalten). 1978 kam es zu einem neuen Markenauftritt, wobei die Flagge im Banner-Logo durch ein neues Markenzeichen, den Büffel – zumeist als Stier bezeichnet –, ersetzt wurde. Diese sollte Startkraft und Lebensdauer ausdrücken. Das Tier stammte aus der Feder des oberösterreichischen Designers, Grafikers, Karikaturisten und Malers Gerhard Balder. Der springende schwarze Büffel/Stier mit seinen weißen Hörnern und seiner weißen Maulpartie wurde im Laufe der Jahre durch ein moderneres Logo des Tieres, einen in Flammen stehenden Stier in Frontansicht, ersetzt.

## Bildergalerie

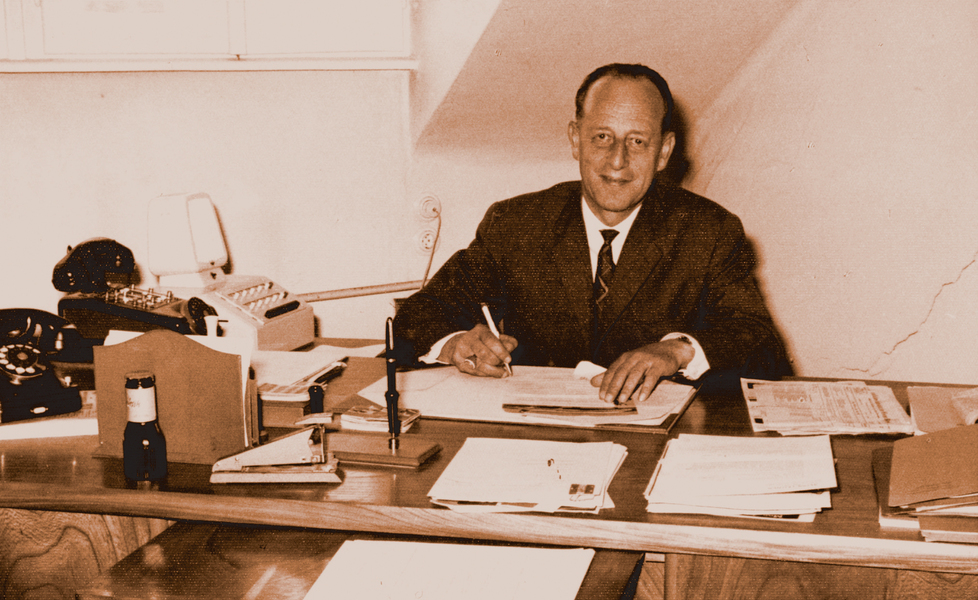
Artur Bawart (1937)
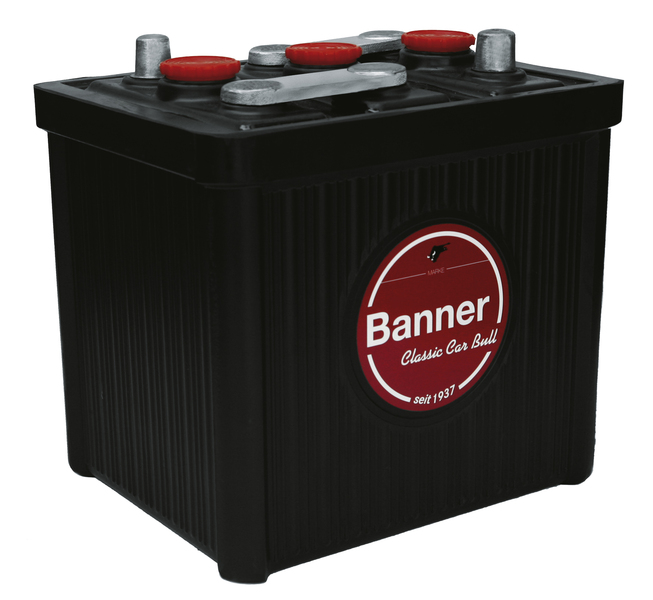
Eine der ersten vorgeladenen Starterbatterien (dry charged)
Logo 1995–2016